# Albert Houthuesen
 (mai 2022).
La mise en forme du texte ne suit pas les recommandations de Wikipédia : il faut le « wikifier ».
Les points d'amélioration suivants sont les cas les plus fréquents. Le détail des points à revoir est peut-être précisé sur la page de discussion.
- Les titres sont pré-formatés par le logiciel. Ils ne sont ni en capitales, ni en gras.
- Le texte ne doit pas être écrit en capitales (les noms de famille non plus), ni en gras, ni en italique, ni en « petit »…
- Le gras n'est utilisé que pour surligner le titre de l'article dans l'introduction, une seule fois.
- L'italique est rarement utilisé : mots en langue étrangère, titres d'œuvres, noms de bateaux, etc.
- Les citations ne sont pas en italique mais en corps de texte normal. Elles sont entourées par des guillemets français : « et ».
- Les listes à puces sont à éviter, des paragraphes rédigés étant largement préférés. Les tableaux sont à réserver à la présentation de données structurées (résultats, etc.).
- Les appels de note de bas de page (petits chiffres en exposant, introduits par l'outil «  Source ») sont à placer entre la fin de phrase et le point final[comme ça].
- Les liens internes (vers d'autres articles de Wikipédia) sont à choisir avec parcimonie. Créez des liens vers des articles approfondissant le sujet. Les termes génériques sans rapport avec le sujet sont à éviter, ainsi que les répétitions de liens vers un même terme.
- Les liens externes sont à placer uniquement dans une section « Liens externes », à la fin de l'article. Ces liens sont à choisir avec parcimonie suivant les règles définies. Si un lien sert de source à l'article, son insertion dans le texte est à faire par les notes de bas de page.
- La présentation des références doit suivre les conventions bibliographiques. Il est recommandé d'utiliser les modèles {{Ouvrage}}, {{Chapitre}}, {{Article}}, {{Lien web}} et/ou {{Bibliographie}}. Le mode d'édition visuel peut mettre en forme automatiquement les références.
- Insérer une infobox (cadre d'informations à droite) n'est pas obligatoire pour parachever la mise en page.

Pour une aide détaillée, merci de consulter Aide:Wikification.
Si vous pensez que ces points ont été résolus, vous pouvez retirer ce bandeau et améliorer la mise en forme d'un autre article.

Albertus Antonius Johannes Houthuesen, dit Albert Houthuesen (prononcé [ælbərt_haʊtjuzən]), né le 3 octobre 1903 à Amsterdam (Pays-Bas) et mort le 20 octobre 1979 à Londres (Royaume-Uni), est un artiste peintre et lithographe britannique.

## Biographie

### Enfance et formation
Albert Houthuesen est né à Amsterdam. Son père, Jean Charles Pierre Houthuesen, est peintre et musicien. En 1912, après la mort de son père, Houthuesen s'installe à Londres. Il devient citoyen britannique en 1922.
Il suit des cours d'art à la Saint Martin's School of Art tout en travaillant pour un ébéniste et dans un bureau d'architecte. Il fréquente le Royal College of Art entre 1923 et 1927, avec ses contemporains Henry Moore, Barbara Hepworth, Edward Burra, Ceri Richards et Cecil Collins. Il y rencontre également Catherine Dean, qu'il épouse en 1931.

### Les années 1930 et 1940
De 1928 à 1936, Houthuesen donne des cours d'art au Working Men's College. Dans les années 1930, Houthuesen et Dean se rendent chaque année à Trelogan, près de la mine de charbon de Point of Ayr, dans le nord-est du Pays de Galles, où Houthuesen peint des portraits d'ouvriers.
Pendant la Seconde Guerre mondiale, Houthuesen travaille à Doncaster comme dessinateur pour la London and North Eastern Railway. Son tableau de Crown of Thorns (Couronne d'épines) et son portrait du Flying Officer Herbert Houtheusen (Lieutenant d'aviation Herbert Houtheusen) datent de cette époque. Il réalise ses premiers dessins de clowns en 1944, après avoir rencontré une famille de clowns juifs russes, les Herman.

### Acquisitions pour un collège de formation d'enseignants
Après la guerre, Houthuesen enrichit la collection d'art du St Gabriel's College, un collège de formation d'enseignants à Camberwell,. Ses acquisitions comprennent une gravure de Sainte Marie Madeleine transportée au ciel par des anges par Albrecht Dürer, un dessin de Whitehaven, sur la côte de Cumbria, par JMW Turner, un dessin préparatoire de trois têtes de chevaux pour The Frugal Meal (Le Repas frugal) par John Frederick Herring Sr et une aquatinte du Christ par Georges Rouault. Après la fermeture du collège en 1978, la collection a été prêtée à Goldsmiths, Université de Londres.

## Œuvres
Au cours de sa carrière, Houthuesen a probablement peint environ 2 000 œuvres. Bien que beaucoup aient été acquises par de grandes galeries d'art et des collectionneurs, peu ont été exposées publiquement. En 2021, le tableau Hedger and Ditcher: Portrait of William Lloyd (Entreteneur de haies et fossés : Portrait de William Lloyd) a été choisi pour remplacer le portrait de l'esclavagiste Sir Thomas Picton au Musée national de Cardiff.
- 1927 The Supper at Emmaus (La Cène à Emmaüs ; Potteries Museum & Art Gallery, Stoke-on-Trent) Voir
- 1927 The Traveller (Le Voyageur ; Leeds Art Gallery) Voir
- 1933 The Collier (Le Mineur ; Museums Sheffield) Voir
- 1933 Painted in a Welsh village: portrait of Harry Jones (Peint dans un village gallois, portrait de Harry Jones ; Tate) Voir
- 1933 Grain Barrels (Tonneaux à grain ; Museums Sheffield) Voir
- 1934 Jones, White Horse Farm (Musée national de Cardiff) Voir
- 1934 Wheels, Maes Gwyn Farm (Roues, ferme de Maes Gwyn à Llanasa, près de Holywell, Flintshire ; Ulster Museum, Belfast) Voir
- 1935 Maes Gwyn Stack Yard (Cour de la ferme de Maes Gwyn ; Tate) Voir
- 1935 The Bebington Stable (L'Écurie de Bebington ; Leeds Art Gallery) Voir
- 1935 Jo Parry, Welsh collier (Jo Parry, mineur gallois ; Musée national de Cardiff) Voir
- 1937 Hedger and Ditcher: Portrait of William Lloyd (Entreteneur de haies et fossés : Portrait de William Lloyd ; Musée national de Cardiff) Voir
- 1939-1940 Crown of Thorns (Couronne d'épines ; Tate) Voir
- 1943 Flying Officer Herbert Houtheusen [sic] (Lieutenant d'aviation Herbert Houtheusen ; Royal Air Force Museum) Voir
- c.1944 A Shell and Flowers (Coquillage et fleurs ; Château de Nottingham) Voir
- 1956-1960 Still Life with Mulberry Leaves (Nature morte aux feuilles de mûrier ; Leeds Art Gallery) Voir
- 1965 Evening (Soir ; Yale Center for British Art, New Haven, Connecticut) Voir
- 1968 Barrier (Barrière ; County Hall, Leicestershire County Council Artworks Collection) Voir
- 1968 Night Sea, Autumn  (La Mer de nuit, en automne ; Ashmolean Museum) Voir
- 1970 Ravine (Ravin ; Pallant House Gallery, Chichester) Voir
- 1972 April Moon, the Gateway (Lune d'avril, le portail ; Leeds Art Gallery) Voir
- 1974 Harlequin (Arlequin ; Heritage Doncaster) Voir
- Sans date Implements of the Passion (Instruments de la Passion ; Campion Hall, Oxford) Voir
- Sans date Still Life of Pears (Nature morte de poires ; St Anne's College, Oxford) Voir

## Documentaire
(en) [vidéo] Richard Nathanson, « Albert Houthuesen documentary », sur YouTube, 19 juin 2020 (consulté le 1er mai 2022)

## Réception
Le critique d'art Souren Melikian a écrit: « I suspect that Houthuesen will come to be seen as one of the great figures in post-World War II Western art » (Je soupçonne que Houthuesen finira par être considéré comme l'une des grandes figures de l'art occidental d'après la Seconde Guerre mondiale).

### Bases de données
- Ressources relatives aux beaux-arts :   - Art UK
  - Bénézit
  - Bridgeman Art Library
  - British Museum
  - MutualArt
  - RKDartists
  - Tate
  - Union List of Artist Names
- Notices dans des dictionnaires ou encyclopédies généralistes :   - Biografisch Portaal van Nederland
  - Oxford Dictionary of National Biography
- Notices d'autorité :   - VIAF
  - ISNI
  - LCCN
  - GND
  - Pays-Bas
  - WorldCat

### Autres sites
- Œuvres d'Albert Houthuesen dans la collection du Tate
- Œuvres d'Albert Houthuesen dans la collection du Victoria and Albert Museum
- (en) Chronologie détaillée de la vie d'Albert Houthuesen
- (en) Albert Houthuesen 1903-1979
- (en) Jonathan Evens, « The Spirituality of the Artist-Clown. The Significance of the Clown in the Life and Work of Albert Houthuesen »
- (en) Biographie d'Albert Houthuesen par la Tickhill History Society
- (en) Notice de l'unité de recherche Ben Uri pour l'étude de la contribution juive et immigrée aux arts visuels en Grande-Bretagne depuis 1900